# Rodrigo Jiménez de Rada

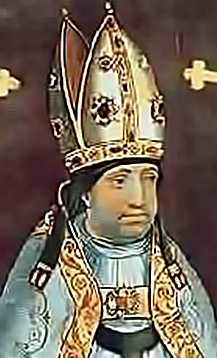
Rodrigo Jiménez de Rada, Ende des 13. Jahrhunderts entstandenes Bild

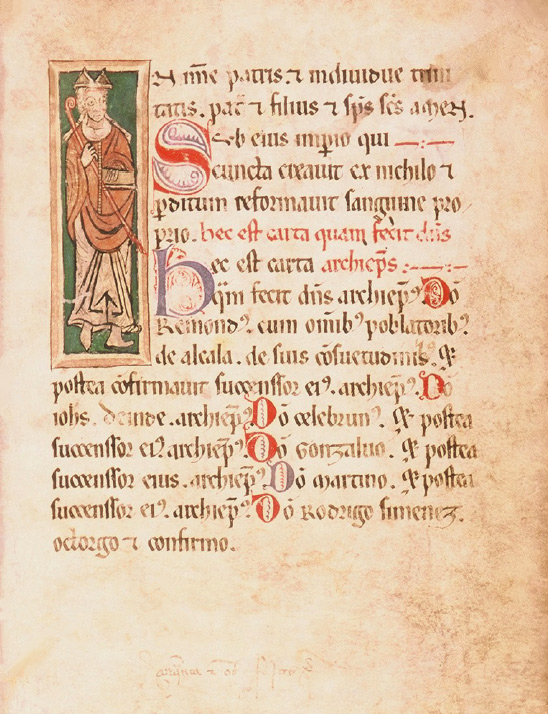
Fuero Viejo extendido de Alcalá de Henares (Rodrigo Jiménez de Rada, 1235).

Rodrigo Jiménez de Rada oder Rodericus Ximénez de Rada (latinisiert auch Rodericus Ximenius de Rada; * 1170 in Puente la Reina, Navarra; † 10. Juni 1247 in Lyon, Frankreich) war ein spanischer Kleriker, Feldherr und Historiker; er war Erzbischof von Toledo und Primas von Spanien.

## Leben und Wirken
Jiménez de Rada entstammt einer navarresischen Adelsfamilie und wurde zunächst von seinem Onkel Martín de la Finojosa, dem Abt des Klosters Santa María de Huerta und Bischof von Sigüenza, ausgebildet. Er studierte in Bologna und Paris Jura und Theologie und erwarb sich eine profunde Bildung. Nach Spanien zurückgekehrt wurde er 1208 Bischof von Osma, 1209 Erzbischof von Toledo. Als solcher hatte er das Primat des Toledaner Bischofssitzes gegen die Ansprüche anderer Städte wie Santiago de Compostela zu verteidigen. Er legte den Grundstein zum gotischen Neubau der Kathedrale von Toledo.
Von Toledo aus beeinflusste er sowohl Alfons VIII. als auch Ferdinands III. Regierung und arbeitete unter anderem an den diplomatischen Vorbereitungen der Schlacht bei Las Navas de Tolosa im Jahr 1212 gegen die Almohaden mit. Er nahm an der Schlacht persönlich teil und berichtete über sie als Chronist. 1214 schenkte ihm der König das Castillo del Milagro und das dazugehörige Land. Zu diesen Gebieten fügte Jimenez de Rada im November das Dorf Villar de Pulgar hinzu.
1217 empfing er aus den Händen Papst Honorius III. den Auftrag, den Kreuzzug aller christlichen Königreiche gegen die Mauren zu organisieren, und wurde dazu zum päpstlichen Legaten ernannt. In seinen Feldzügen gegen Cáceres (1217) und Requena (1218) erlitt er jedoch Niederlagen.
1231 eroberte er als Vasall Ferdinands III. von Kastilien mit seinen Truppen Quesada und Cazorla in der heutigen Provinz Jaén. Nach der Eroberung von Valencia durch Jakob I. (1238) beanspruchte er die Zuständigkeit Toledos über die Stadt.
Jiménez de Rada starb in Lyon auf der Rückkehr von einem Besuch bei Papst Innozenz IV.

## Historiografische Arbeit
Jenseits seiner Arbeit als Kleriker und Feldherr war Jiménez de Rada Geschichtsschreiber. Sein bekanntestes Werk ist De rebus Hispaniae, auch unter Cronicón de las cosas sucedidas en España, Historia gótica oder Crónica del toledano bekannt, in der er die Geschichte der Iberischen Halbinsel bis 1243 niederschreibt beziehungsweise zusammenfasst. Er erwähnt dort die Schlacht von Clavijo. Er verfasste ebenfalls die Historia arabum, die in der damaligen Zeit durch ihr Interesse an der arabo-islamischen Kultur herausstach.
De rebus Hispaniae, die im Wesentlichen der Crónica najerense folgt, wurde zur Quelle ersten Ranges für die Chronik Estoria de España von Alfons dem Weisen und später für die Erforschung der Geschichte Spaniens.
Jiménez de Radas grundsätzliches Verdienst resultierte aus der Verwendung einer kritischen Methode als Geschichtsschreiber. Er hinterfragte Quellen, bezog sich auf arabische Quellen, und stellte sie seinen Angaben gegenüber. Dieses Vorgehen ist allein deshalb unschätzbar, weil in dieser Zeit allein die arabische Geschichtsschreibung auch wirtschaftliche und soziale Themen referierte.

## Werke
- De Rebus Hispaniae[2][3]
- Hunnorum, Vandalorum et Silingorum Historia
- Ostrogothorum Historia
- Historia Romanorum
- Historia Arabum